# Schwarmstedt
Schwarmstedt er en kommune der er administrationsby i Samtgemeinde Schwarmstedt i Landkreis Heidekreis i den centrale del af den tyske delstat Niedersachsen.
Kommunen har et areal på 29,92 km², og et indbyggertal på godt 5.350 mennesker (2013).

## Geografi
Schwarmstedt lgger på en bred sandflade i Aller-Leine-dalen, ved floden Leine, der løber ud i Aller få kilometer nord for byen.
I kommunen ligger ud over hovedbyen Schwarmstedt, landsbyerne Bothmer (mod nord) og Grindau mod syd.